# Paulinenturm
Der Paulinenturm ist ein Aussichtsturm in der Stadt Bad Berka im thüringischen Landkreis Weimarer Land. Er befindet sich auf dem 416 Meter hohen Adelsberg am Ostrand der Stadt, etwa 150 Höhenmeter über dem Talgrund der Ilm.

## Geschichte

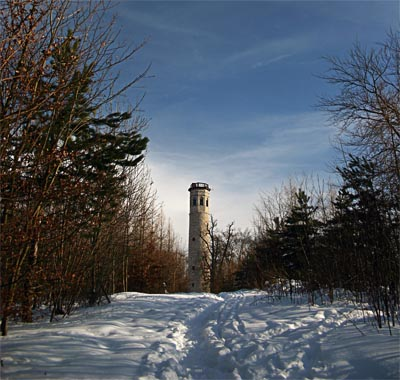
Blick auf den Paulinenturm, kommend vom Eselsteig

Der Paulinenturm wurde 1884 im Auftrag des örtlichen Kur- und Verschönerungsvereins errichtet.
Für die Finanzierung wurden eine Lotterie gegründet und Spenden gesammelt. Mit den Bauarbeiten wurde eine örtliche Baufirma betraut, die den Turm aus Berkaer Kalkstein in Anlehnung an einen mittelalterlichen Wartturm baute. Um Baukosten zu sparen, wurde die erforderliche Treppenanlage überwiegend aus Holz errichtet. Detailversessen wurden als Lichtschlitze und Zierde mehrere Schlüsselscharten und ein Wappenstein in das Mauerwerk eingefügt.
Als Namensgeberin wurde die Erbgroßherzogin Pauline von Sachsen-Weimar-Eisenach gewählt, weil man sich damit auch einige Vergünstigungen vom Weimarer Hof erhoffte.
Auf Antrag von Hermann Siewert, einem Berkaer Gärtnermeister, wurde nach 1900 neben dem Turm eine Schutzhütte errichtet, deren Bewirtschaftung Siewerts Familie übernahm. Mit einer hochgezogenen Turmfahne signalisierte man, dass der Turm und das Ausflugslokal geöffnet war. Dieses viel besuchte Gasthaus fiel 1931 einer Brandstiftung zum Opfer und wurde umgehend durch einen Neubau ersetzt, der am 3. August 1932 als Hermann-Siewert-Hütte eingeweiht wurde. Am 26. Mai 1935 wurde in unmittelbarer Nähe noch eine geräumigere Waldbaude eröffnet, die der Kur- und Verschönerungsverein bewirtschaftete. Während der Kriegsjahre wurde der Turm von der Wehrmacht beschlagnahmt und als Luftbeobachtungspunkt benutzt.
Ende 1944 wurde Bad Berka von Luftangriffen heimgesucht, kaum 150 Meter vom Turm entfernt detonierte eine Luftmine, sie zerstörte die Waldbaude und beschädigte den Turm schwer; dieser konnte bis 1950 notdürftig repariert werden. In der DDR hieß der Turm ab 1950 Friedensturm, die Rückbenennung in Paulinenturm erfolgte erst nach der politischen Wende 1990.
Aus der Berkaer Bevölkerung formierte sich nach 1960 eine Bürgerinitiative, die den Wiederaufbau der Baude in Angriff nahm; schon am 1. August 1964 konnte diese neu eröffnet werden.
1982 wurde der Turm erneut wegen fortschreitendem Verfall baupolizeilich gesperrt, die Stadt erkannte jedoch den Wert dieser Sehenswürdigkeit und ermöglichte die gründliche Rekonstruktion. Die Maßnahme wurde vom Stadtarchivar Ludwig Häfner geleitet und tatkräftig von studentischen Bergsteigern der Hochschulsportgemeinschaft Weimar unterstützt. Mauerwerk und Fugen wurden ausgebessert, innen wurde der Turm renoviert. Eine weitere Verbesserung brachte zuletzt die Verlegung der dringend erforderlichen Wasserrohrleitung zur Baude, dabei kamen auch sowjetische Soldaten als Helfer zum Einsatz.
Nach der Wende übernahm der 1992 gegründete Kur- und Fremdenverkehrsverein Bad Berka den Turm und die Baude.

## Aussicht
Nach Bewältigung des Aufstieges auf den Adelsberg und der 143 Stufen zählenden Wendeltreppe bietet die Aussichtsplattform bei geeigneten Witterungsbedingungen einen großartigen Ausblick über die Stadt Bad Berka und weite Teile des Landschaftsschutzgebietes Mittleres Ilmtal. Bei guter Sicht kann in westlicher Richtung der Inselsberg und bei sehr guter Sicht in nördlicher Richtung der Brocken gesichtet werden.

## Technische Daten
Der Turm verfügt über eine Gesamthöhe von 26 Meter. Der Außendurchmesser beträgt nur sieben Meter – am Boden gemessen, der Turm wirkt daher filigran und schlank. Im Inneren führt eine hölzerne Wendeltreppe mit 143 Stufen auf die Aussichtsplattform. Die oberste Etage ist mit Fenstern und einer eisernen Klappe als Wetterschutz versehen. Seit 2009 besitzt der Turm auch eine elektrische Außenbeleuchtung, die ein nächtliches Anstrahlen des Bauwerks in wechselnden Farben gestattet. Diese wurde anlässlich des Jubiläums 125 Jahre Paulinenturm am 23. August 2009 mit einem Waldfest in Betrieb genommen.
Der Paulinenturm ist mit zwei benachbarten Aussichtstürmen – dem Carolinenturm (bei Kiliansroda) und dem Hainturm (bei Ehringsdorf) – über den 26 Kilometer langen Drei-Türme-Wanderweg verbunden.